# Broken Angel (canción)
«Broken Angel» es una canción del cantante iraní Arash Labaf, que fue lanzado en 2010 por Warner Music. Cuenta con la colaboración de la cantante sueca Helena y Marianne Puglia aparece en el vídeo musical.

## Posicionamiento en listas

### Semanales
| Lista (2011–2022)        | Posición más alta |
| ------------------------ | ----------------- |
| CEI (Tophit)             | 3                 |
| European Hot 100 Singles | 39                |
| Grecia (IFPI)            | 12                |
| Hungría (Single Top 40)  | 38                |
| Rusia (Tophit)           | 3                 |
| Ucrania (Tophit)         | 7                 |

### Mensuales
| Lista (2011)             | Posición |
| ------------------------ | -------- |
| Russia Airplay (TopHit)  | 3        |
| Ukraine Airplay (TopHit) | 12       |

### Year-end charts
| Lista (2011)             | Posición |
| ------------------------ | -------- |
| Russia Airplay (TopHit)  | 7        |
| Russian Digital Singles  | 14       |
| Ukraine Airplay (TopHit) | 59       |

| Rendimiento en las listas de fin de año de 2012 para "Broken Angel" | Lista (2012) | Posición |
| Russia Airplay (TopHit)                                             | 174          |          |